# Simeon Uroș
Simeon Uroș (sau Simeon Uroš, în sârbă Симеон Урош, în greacă Συμεών Ούρεσης; c. 1326–1370), supranumit Siniša (în sârbă Синиша), a fost un împărat autoproclamat al sârbilor și al grecilor, din 1356 până în 1370. A fost fiul regelui sârb Ștefan Dečanski și al prințesei bizantine Maria Palaiologhina. Inițial, i s-a acordat titlul de despot în 1346 și a fost numit guvernator al sudului Epirului și al Acarnaniei în 1347 de către fratele său vitreg, regele sârb Ștefan Uroș al IV-lea Dușan. După moartea prin sugrumare a lui Dușan în 1355, care era prizonierul fiului său, Ștefan Uroș al V-lea, tronul sârb a revenit fiului lui Dușan, Ștefan Uroș al V-lea, dar despotul Simeon a decis să profite de ocazie pentru a se impune ca guvernator și domn al tuturor provinciilor din sudul Țaratului Sârb. Acest lucru l-a determinat să intre în conflict cu nepotul său în 1356, când Simeon a început să-și extindă controlul în regiunile sudice ale Țaratului Sârb, încercând să preia regiunile Tesalia și Macedonia. El s-a autoproclamat împărat al sârbilor și al grecilor, a creat un stat separat, centrat în regiunile Tesalia și Epirus, unde a domnit până la moartea sa în 1370. A fost succedat de fiul său Iovan Uroș.

## Biografie

### Tinerețe

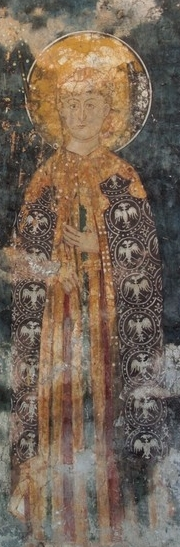
Simeon în anii săi mai tineri, Mănăstirea Dečani.

Simeon Uroș a fost fiul regelui Ștefan Dečanski (domnie 1322–1331) cu cea de-a doua soție a sa, Maria Palaiologhina, fiica prințului și rebelului bizantin Ioan Paleologul, care s-a alăturat atacurilor lui Dečanski în Macedonia în 1326, în același an Simeon Uroș s-a născut. Fratele său vitreg, mai mare, Dușan a fost încoronat ca „rege tânăr” (moștenitor desemnat) în 1322 în timpul încoronării tatălui lor.

### Domnia lui Ștefan Dușan
Ștefan Dușan a fost încoronat rege în septembrie 1331, după câteva luni de război civil. Dușan a profitat de războiul civil bizantin și a avut mari câștiguri teritoriale începând cu 1342. Având toată Macedonia sub stăpânirea sa, Ștefan Dușan a fost proclamat „împărat al sârbilor și al grecilor” în septembrie 1345, apoi încoronat ca atare în aprilie 1346. Dușan, ca împărat, a acordat titlurilor bizantine magnaților săi. Simeon Uroș și Iovan Asan au primit titlul de despot, în timp ce altora li s-au acordat titluri de sebastocrator și kesar.
Odată cu cucerirea sârbă a Epirusului, Acarnaniei și Tesaliei până în 1348, Simeon Uroș a primit guvernarea Epirusului și a Tesaliei. Simeon Uroș și-a consolidat poziția în rândul aristocrației locale prin căsătoria sa cu Tomaida Orsini, fiica fostului conducător al Epirului, Ioan al II-lea Orsini.

### Pretenții la tronul sârb și de independență

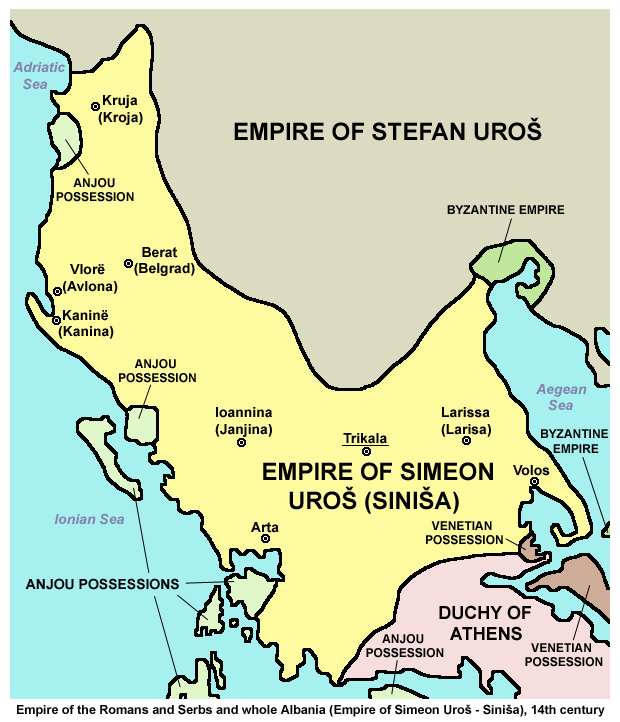
Imperiul lui Simeon.

Guvernarea relativ neîntreruptă a lui Simeon Uroș a fost perturbată atunci când, la scurt timp după moartea lui Dușan, în 1355, cumnatul său Nicefor al II-lea Orsini, care avea dreptul de a conduce Epirusul, a reapărut în Grecia și a obținut sprijinul nobilimii din Tesalia și Epir. În 1356, Nicefor al II-lea a intrat în Epirus și l-a obligat pe Simeon Uroș să fugă la Kastoria. Aici Simeon s-a proclamat „împărat al sârbilor și al grecilor” în rivalitate cu nepotul său Ștefan Uroș al V-lea. 
Cu toate că a fost susținut de unii magnați importanți precum Iovan (fratele văduvei lui Ștefan Dușan), Simeon a fost respins de nobilimea sârbă și macedoneană. După ce a fost forțat să se retragă din încercarea sa de a invada Zeta (acum în Muntenegrul modern) în 1358, Simeon Uroș a renunțat la speranța de a ajunge pe tronul Serbiei. Anul următor, însă, Nicefor al II-lea Orsini a fost ucis într-o încăierare împotriva clanurilor albaneze, care i-a oferit o oportunitate lui Simeon Uroș de a-și recupera ținuturile. În consecință, a trecut rapid în Tesalia și a fost recunoscut conducător al acesteia în 1359. A invadat apoi Epirusul, unde orașele, înflăcărate de clanurile albaneze care au preluat mediul rural, i-au recunoscut autoritatea. De asemenea, el a folosit numele de fată al mamei sale, Paleologul (Παλαιολόγος), în timpul domniei sale. 
În timp ce Simeon Uroș se afla în Epirus, Radoslav Hlapen din Vodena (Edessa) a încercat să pună mâna pe Tesalia în numele fratelui său vitreg Toma Preljubović. Simeon Uroș a fost nevoit să-și reducă pierderile recunoscând cuceririle lui Radoslav Hlapen, i-a dat Kastoria și a căsătorit-o pe fiica sa Maria cu Toma. Hlapen a recunoscut suzeranitatea lui Simeon Uroș cel puțin în unele dintre aceste țări și a stabilit o zonă tampon între el și nobilii sârbi din nord. Simeon Uroș s-a stabilit la Trikala în Tesalia unde a domnit mai mulți ani într-o relativă pace. El a recunoscut curând doi dintre conducătorii albanezilor din Epirus, Ioan Spata și Peter Loșa, ca despoți ai orașelor Arta și Angelokastron. În 1366 a dat Ioannina, ultima sa posesie importantă în Epirus, ginerelui său Toma, care stăpânea acolo ca un despot vasal. 
La Trikala, Simeon Uroș a condus o curte în care erau incluși nobili bizantini, sârbi și albanezi, dar a arătat o preferință pentru rudele bizantine ale soției sale. El a întemeiat și a înzestrat cu generozitate mănăstirile de la Meteora. A murit în 1370.

## Familie
Prin căsătoria sa cu Tomaida Orsini, Simeon Uroș a avut trei copii, Iovan Uroș, prințul Ștefan Uroș și Maria Angelina: 
- Iovan Uroș, care l-a succedat ca țar sârb și conducător al Tesaliei în cca. 1370 - cca. 1373.
- Ștefan Uroș, prinț de Farsala, care s-a căsătorit cu o fiică a lui Francis Zorzi .
- Maria, care s-a căsătorit cu Toma Preljubović, care l-a succedat ca domn al Epirusului.